# Galantiči
Galantiči – wieś w Słowenii, w gminie miejskiej Koper. 1 stycznia 2018 liczyła 11 mieszkańców.